# Milà-Sanremo 2016
La Milà-Sanremo 2016, 107a edició de la Milà-Sanremo, es disputà el dissabte 19 de març de 2016 sobre un recorregut inicial previst de 291 km, però que per culpa d'uns esllavissaments que tallaren una de les carreteres per on havia de passar el recorregut acabà sent de 295 km, en el que va ser la quarta prova de l'UCI World Tour 2016, però alhora la primera cursa d'un sol dia.
La victòria fou per a Arnaud Démare (FDJ), que s'imposà a l'esprint a Ben Swift (Team Sky) i Jürgen Roelandts (Lotto Soudal). L'esprint es va veure afectat per la caiguda de Fernando Gaviria (Etixx-Quick Step), després de xocar amb Peter Sagan (Team Tinkoff) i que va descol·locar a diversos ciclistes per evitar la caiguda. Des de la victòria de Laurent Jalabert el 1995 cap ciclista francès havia guanyat la classicissima.

## Recorregut
La Milà-Sanremo és la cursa professional més llarga del calendari ciclista i el 2016 tindrà una llargada de 291 quilòmetres, dos menys que l'any passat. La cursa comença a la ciutat de Milà, a la Via della Chiesa Rossa. Des de Milà, la primera part de la cursa és majoritàriament plana, tot passant per les províncies de Milà, Pavia i Alessandria. No hi ha cap ascensió significativa en els primers 100 quilòmetres de recorregut. En entrar a la província de Gènova, els ciclistes han d'afrontar l'ascensió al Passo del Turchino, una llarga i suau ascensió sense cap dificultat destacable. El descens però, és molt regirat i és important que els ciclistes es mantinguin a la part davantera del grup. Els següents 80 quilòmetres tornen a ser majoritàriament plans. En aquesta part de la cursa, a la província de Savona, els ciclistes seguiran la costa mediterrània.
La part més complicada de la cursa comença al voltant del quilòmetre 240 de cursa, quan la cursa entra a la província d'Imperia. Els ciclistes hauran de superar una sèrie d'ascensions conegudes com a Capi: el Capo Mele, el Capo Cerva i el Capo Berta. Després d'aquestes ascensions queden menys de 40 quilòmetres per a la fi de la cursa. Un curt tram pla es troba abans de l'ascensió a la Cipressa, una ascensió de 5,6 quilòmetres de llargada, amb una mitjana del 4,1%. El cim es corona a manca de 21,5 quilòmetres per l'arribada. Nou quilòmetres plans conduiran a la darrera ascensió de la cursa és el Poggio, amb 3,7 quilòmetres de pujada a una mitjana del 3,7% i rampes màximes del 8%. El cim es troba a tan sols 5,5 quilòmetres de l'arribada. El descens és molt tècnic, amb passos estrets i corbes tancades. En finalitzar el descens sols manquen 2,3 quilòmetres per l'arribada, amb una recta final de 750 metres.
Amb tot, un despreniment de terres ocorregut el mateix matí del 19 de març a la Via Aurelia obligà a desviar la cursa per l'autopista entre Gènova Voltri i Arenzano.

## Equips participants
En la cursa hi prendran part 25 equips, el nombre màxim permès, per un total de 200 corredors. A la presència obligatòria dels 18 equips UCI WorldTeams, s'hi afegiran set equips convidats de categoria professional continental, que varen ser comunicats el 18 de gener de 2016 per l'RCS Sport.
| Núm.    | Codi | Equip                       |
| ------- | ---- | --------------------------- |
| 1-8     | TNK  | Team Tinkoff                |
| 11-18   | ALM  | AG2R La Mondiale            |
| 21-28   | AND  | Androni Giocattoli-Sidermec |
| 31-38   | AST  | Astana Qazaqstan Team       |
| 41-48   | BAR  | Bardiani CSF                |
| 51-58   | BMC  | BMC Racing Team             |
| 61-68   | BOA  | Bora-Argon 18               |
| 71-78   | CPT  | Cannondale                  |
| 81-88   | CCC  | CCC Sprandi Polkowice       |
| 91-98   | COF  | Cofidis                     |
| 101-108 | DDD  | Dimension Data              |
| 111-118 | EQS  | Etixx-Quick Step            |
| 121-128 | FDJ  | FDJ                         |

| Núm.    | Codi | Equip               |
| ------- | ---- | ------------------- |
| 131-138 | IAM  | IAM Cycling         |
| 141-148 | LAM  | Lampre-Merida       |
| 151-158 | LTS  | Lotto Soudal        |
| 161-168 | MOV  | Movistar Team       |
| 171-178 | OGE  | Orica-GreenEDGE     |
| 181-188 | STH  | Southeast-Venezuela |
| 191-198 | TGA  | Team Giant-Alpecin  |
| 201-208 | KAT  | Team Katusha        |
| 211-218 | TLJ  | Team LottoNL-Jumbo  |
| 221-228 | TNN  | Novo Nordisk        |
| 231-238 | SKY  | Team Sky            |
| 241-248 | TFS  | Trek-Segafredo      |

## Favorits
El vigent campió de la cursa, l'alemany John Degenkolb, no hi pot prendre part per culpa de les ferides sofertes quan fou atropellat a començament de temporada a Benigembla junt a quatre companys d'equip més.
Entre els molts favorits a la victòria final hi ha Alexander Kristoff (Team Katusha), vencedor el 2014 i segon l'any passat; Greg Van Avermaet (BMC Racing Team), recent vencedor de la Tirrena-Adriàtica; Michael Matthews (Orica-GreenEDGE), que tan bon nivell demostrà a la recent París-Niça; Peter Sagan (Team Tinkoff), vigent campió del món en ruta; i Fabian Cancellara, vencedor el 2008. Alejandro Valverde (Movistar Team) o Vincenzo Nibali també són tinguts en compte entre els favorits.

## Classificació final
|    | Ciclista                 | Equip               | Temps     | Punts UCI |
| -- | ------------------------ | ------------------- | --------- | --------- |
| 1  | Arnaud Démare (FRA)      | FDJ                 | 6h 54'45" | 100       |
| 2  | Ben Swift (GBR)          | Team Sky            | m. t.     | 80        |
| 3  | Jürgen Roelandts (BEL)   | Lotto Soudal        | m. t.     | 70        |
| 4  | Nacer Bouhanni (FRA)     | Cofidis             | m. t.     | -         |
| 5  | Greg Van Avermaet (BEL)  | BMC Racing Team     | m. t.     | 50        |
| 6  | Alexander Kristoff (NOR) | Team Katusha        | m. t.     | 40        |
| 7  | Heinrich Haussler (AUT)  | IAM Cycling         | m. t.     | 30        |
| 8  | Filippo Pozzato (ITA)    | Southeast-Venezuela | m. t.     | -         |
| 9  | Sonny Colbrelli (ITA)    | Bardiani-CSF        | m. t.     | -         |
| 10 | Matteo Trentin (ITA)     | Etixx-Quick Step    | m. t.     | 4         |